# Rhachithecium
Rhachithecium là một chi rêu trong họ Rhachitheciaceae.